# 중화고등학교
중화고등학교(中和高等學校)는 대한민국 서울특별시 중랑구 중화동에 있는 공립 고등학교이다.

## 학교 연혁
- 1987년 12월 15일 : 중화고등학교 설립인가 (36학급)
- 1988년 3월 1일 : 초대 이돈영 교장 취임
- 1988년 3월 2일 : 제1회 신입생 입학식
- 1988년 4월 23일 : 개교식
- 1991년 2월 8일 : 제1회 졸업식 (692명)
- 2021년 9월 1일 : 제14대 신현숙 교장 취임
- 2022년 2월 10일 : 제32회 졸업식(196명, 누계 14,346명)
- 2022년 3월 2일 : 제35회 입학식 (남 108명, 여 81명 계 189명)

## 참고 자료
- 중화고등학교 - 한국교육학술정보원 학교알리미